# Ram Ouédraogo
Ram Ouédraogo (nascido em 2 de janeiro de 1950)  é um político de Burquina Fasso e líder do partido Movimento dos Ecologistas de Burkina (RDEB).
De 1999 a 2002, Ouédraogo serviu no governo como Ministro de Estado da Reconciliação Nacional.